# Флора Досен
Флора Досен (хорв. Flora Dosen, настоящее имя Цвиета Гроспич хорв. Cvijeta Grospić; 26 февраля 1922, Госпич — 21 апреля 2015, Стреза) — хорватская писательница, автор книг на остросоциальные и исторические темы на французском языке.

## Биография
Родилась в семье ортопеда Ферде Гроспича. В возрасте пяти лет переехала из своего родного города Госпич в Загреб, где в 1941 году поступила на философский факультет Загребского университета. Получив диплом в 1946 году, она на два года отправилась в Прагу, где изучала чешский и французский языки. Затем переехала в Милан, где вышла замуж за итальянского промышленника немецкого происхождения Стефана Весселя и начала писать романы и стихи. Её первый роман «Le Maestro», опубликованный в 1961 году парижским издательством Фламмарион, был написан на хорватском языке, в отличие от последующих работ, выходивших из под её пера исключительно на французском. Со временем её книги стали переводиться на итальянский язык Юре Каштеланом и получать высокие оценки со стороны французских литературных критиков. В своих работах Флора Досен пыталась простым для читателя языком осветить драматические аспекты жизни буржуазной семьи.
Фамилию для своего псевдонима она позаимствовала от девичьей фамилии своей матери — Дошен (хорв. Došen).

## Избранные работы
- Le Maestro (1961)
- La messe du lundi (1962)
- La poussičre des jours preveo je za Forum (1970)
- Ja, svemir (1976)
- Život kao život (1976)
- Ilirka (1988)